# Truxaloides braziliensis
Truxaloides braziliensis är en insektsart som först beskrevs av Dru Drury 1773.  Truxaloides braziliensis ingår i släktet Truxaloides och familjen gräshoppor.

## Underarter
Arten delas in i följande underarter:
- T. b. eos
- T. b. braziliensis